# XVII. sjezd Komunistické strany Číny
XVII. sjezd Komunistické strany Číny (čínsky pchin-jinem Zhōngguó Gòngchǎndǎng dìshíqīcì quánguódàibiǎodàhuì, znaky zjednodušené 中国共产党第十七次全国代表大会) proběhl v Pekingu ve dnech 15. – 21. října 2007. Sjezdu se zúčastnilo 2217 řádných delegátů a 57 speciálních delegátů zastupujících 73 milionů členů Komunistické strany Číny.
Politickou zprávu ústředního výboru přednesl generální tajemník Chu Ťin-tchao. Kladl v ní důraz na všestranný, vyvážený a udržitelný rozvoj země, cílem strany mělo být zabezpečení „jak kvalitního tak rychlého“ rozvoje, proti minulým sjezdům byl větší důraz kladen na sociální otázky. V politické části zprávy Chu Ťin-tchao prohlásil, že je nutné zvyšovat transparentnost systému přijímání řešení a účast lidu v něm, a při reformách legislativy bezprostředně se týkající zájmů lidu organizovat veřejná slyšení, vychovávat odpovědné občany, potvrzovat ideje socialistické demokracie a zákonnosti, svobody a rovnosti, nestrannosti a spravedlnosti.
Sjezd zvolil 17. ústřední výbor o 204 členech a 167 kandidátech, z nich 183 nových, a ústřední komisi pro kontrolu disciplíny o 127 členech. Ústřední výbor poté zvolil 17. politbyro o pětadvaceti členech a šestičlenný sekretariát. K běžnému řízení strany vybral ze členů politbyra devítičlenný stálý výbor (generální tajemník Chu Ťin-tchao, Wu Pang-kuo, Wen Ťia-pao, Ťia Čching-lin, Li Čchang-čchun, Si Ťin-pching, Li Kche-čchiang, Che Kuo-čchiang a Čou Jung-kchang). Dalšími členy členy politbyra byli zvoleni Wang Kang, Wang Le-čchüan, Wang Čao-kuo, Wang Čchi-šan, Chuej Liang-jü, Liou Čchi, Liou Jün-šan, Liou Jen-tung, Li Jüan-čchao, Wang Jang, Čang Kao-li, Čang Te-ťiang, Jü Čeng-šeng, Sü Cchaj-chou, Kuo Po-siung a Po Si-laj. Prvním tajemníkem disciplinární komise se stal Che Kuo-čchiang a předsedou ústřední vojenské komise zůstal Chu Ťin-tchao.
Výsledkem sjezdu bylo upevnění pozice Chu Ťin-tchaoa, jehož „vědecký koncept rozvoje“ byl přidán do stanov strany, podle nichž se pak strana řídila ideologií marxismu-leninismu, myšlenkami Mao Ce-tunga, teorií Teng Siao-pchinga, teorií trojího zastoupení a vědeckým konceptem rozvoje.